# Ajda Pekkan
Ayşe Ajda Pekkan, född 12 februari 1946 i Istanbul, Turkiet, är en turkisk popartist och skådespelare. Hon är med sina tjugo musikalbum en av Turkiets största och mest framgångsrika artister.
Hon började sjunga i nattklubben Çatı i Istanbul 1962. Ett år senare vann hon en talangtävling och påbörjade sin professionella karriär. Mellan 1963 och 1967 agerade hon i 47 filmer. Hennes första låt Her Yerde Kar Var kom 1965 och blev en stor succé. Hon gjorde även framträdanden i musiktävlingar i Spanien och Japan och gav ut skivor på franska och tyska.
År 1980 representerade hon Turkiet i Eurovision Song Contest med Pet'r Oil i Haag, Nederländerna där hon blev på femtonde plats av nitton deltagande.[källa behövs] Efter att ha bott i USA och givit ut två skivor som inte sålde bra, var hon åter på topp under andra halvan av 1980-talet och skivorna Süperstar IV 1987 och Ajda 1990 är några av hennes största försäljningsframgångar.
På senare tid har hon släppt skivor och givit konserter med discotema och det är med västerländsk pop hon har nått sina största framgångar genom åren, även i Turkiet.

## Diskografi
- Ajda Pekkan (1968)
- Fecri Ebcioglu Sunar (1969)
- Ajda Pekkan Vol III (1972)
- Ajda (1975)
- La Fete A L’Olympia (1976)
- Süperstar (1977)
- Pour Lui (1978)
- Süperstar II (1979)
- Sen Mutlu Ol (1981)
- Sevdim Seni (1982)
- Süperstar III (1983)
- Ajda Pekkan - Beş Yıl Önce On Yıl Sonra (1984)
- Süperstar IV (1987)
- Ajda 1990 (1990)
- Seni Seçtim (1991)
- Ajda ’93 (1993)
- Ajda Pekkan (1996)
- The Best of Ajda (1998)
- Diva (2000)
- Cool Kadin (2006)